# ラジオ劇画傑作シリーズ
ラジオ劇画傑作シリーズは、1977年からTBSラジオで制作され、「夜はともだち」内「ラジオ劇画」コーナーにて放送されていた10分間のラジオ番組である。
この枠のキャスティングは全てテアトル・エコーが担当していた。

## 放送内容
放送当時に人気を博していたマンガ作品をラジオドラマ化した番組である。タイトルは劇画となっているが、後述のとおり、劇画とは呼べない作品も含まれている。

## 放送された作品
- あしたのジョー(シリーズ第1弾)
主題歌は、アニメ版のものを流用。
- ブラック・ジャック(シリーズ第2弾)
ブラックジャック：岸田森。ピノコ：松島みのり。
主題歌は、独自に制作されたものだった。
1977年10月から全20話で放送されたが、好評だったため、翌年に新作を10話追加して「ブラックジャック　第2部」として再放送された。
- ゲゲゲの鬼太郎(シリーズ第3弾)
主題歌は、アニメ版のものを流用。
- サバイバル
- 女外人部隊サハラ
- 少年の町ZF
真庭典明：神谷明。囁き子（ささやきこ）：岡本茉利。
- サーキットの狼
- マカロニほうれん荘
- 750ライダー(シリーズ第7弾)
早川光：富山敬。委員長：麻上洋子。順平：肝付兼太。
- 包丁人味平(シリーズ第8弾)
塩見味平：安原義人。マイク赤木：山田康雄。大徳社長：牟田悌三。
- がきデカ
- 赤いペガサス

## 放送されていた局
現在、確認できている局に限る。
- 東京放送
- 山陽放送
- HBCラジオ
- RKK熊本放送